# Nikolaus Joseph von Jacquin

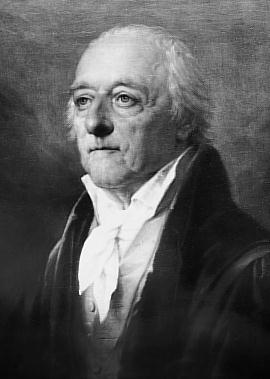
Nikolaus Joseph von Jacquin

Nikolaus Joseph von Jacquin (Nicolaus, Nicolaas), född 16 februari 1727 i Leiden, död 26 oktober 1817 i Wien, var en nederländsk-österrikisk friherre och botaniker. Han var far till Joseph Franz von Jacquin.
Jacquin studerade medicin i Leiden (under Adriaan van Royen), Leuven och Paris, men valde studiet av botaniken till sin livsuppgift. Sedan han 1752 begivit sig till Wien, gjorde han 1755–1759 på uppdrag av kejsar Frans I en forskningsresa till Västindien och närmaste del av Sydamerika, varifrån han hemförde rika samlingar. Han blev 1763 bergsråd och professor i kemi i Chemnitz samt 1768 professor i botanik och kemi vid Wiens universitet och direktör över botaniska trädgården, varjämte han fick uppsikten över hovträdgården i Schönbrunn. År 1797 drog han sig tillbaka till privatlivet. Han blev 1783 ledamot av svenska Vetenskapsakademien. 
Jacquin vann som botanisk författare europeisk ryktbarhet och bröt genom sina skrifter väg för botanikens studium i Österrike på grundvalen av Carl von Linnés system. Bland hans arbeten (mer än 30 band med flera tusen kolorerade planscher) är följande de viktigaste Flora austriaca (1773–1778), Selectarum stirpium americanarum historia (1763 och 1780), Observationes botanicæ (1764–1771), Hortus botanicus vindobonensis (1770–1776), Icones plantarum rariorum (1781–1793), Collectanea ad botanicam, chemicam et historiam naturalem spectantia (1786–1796) och Plantarum rariorum horti cæsarei schoenbrunnensis descriptiones et icones (1797–1804). 
Två av Jacquins barn, sonen Emil Gottfried (1767–1792), och hans dotter, Franziska (1769–1850), var vänner med den sedan år 1781 i Wien verksamme tonsättaren Wolgfang Amadé Mozart; denne dedicerade även några av sina verk till familjen, bland dem den så kallade Kegelstatt-trion (K. 498).
Auktorsnamnet Jacq. kan användas för Nikolaus Joseph von Jacquin i samband med ett vetenskapligt namn inom botaniken; se Wikipediaartiklar som länkar till auktorsnamnet.